# The Trinity Session
Az 1988-as The Trinity Session a Cowboy Junkies második nagylemeze. Az album felvételei rendhagyóak voltak: egyetlen mikrofon köré állt az egész együttes. Az album az együttes dalait, a folk, a rock és a country klasszikus dalainak feldolgozásait és a The Velvet Underground Sweet Jane-jét tartalmazza. Hallható rajta továbbá a Blue Moon Revisited (Song for Elvis), ami félig feldolgozás (Blue Moon), félig egy új dal.
Szerepel az 1001 lemez, amit hallanod kell, mielőtt meghalsz című könyvben.

## Az album dalai
|     | Cím                                  | Szerző(k)                                      | Hossz |
| --- | ------------------------------------ | ---------------------------------------------- | ----- |
| 1.  | Mining for Gold                      | James Gordon                                   | 1:34  |
| 2.  | Misguided Angel                      | Margo Timmins, Michael Timmins                 | 4:58  |
| 3.  | Blue Moon Revisited (Song for Elvis) | Timmins, Timmins, Richard Rodgers, Lorenz Hart | 4:31  |
| 4.  | I Don't Get It                       | Timmins, Timmins                               | 4:34  |
| 5.  | I'm So Lonesome I Could Cry          | Hank Williams                                  | 5:24  |
| 6.  | To Love is to Bury                   | Timmins, Timmins                               | 4:47  |
| 7.  | 200 More Miles                       | Michael Timmins                                | 5:29  |
| 8.  | Dreaming My Dreams with You          | Allen Reynolds                                 | 4:28  |
| 9.  | Working on a Building                | tradicionális                                  | 3:48  |
| 10. | Sweet Jane                           | Lou Reed                                       | 3:41  |
| 11. | Postcard Blues                       | Michael Timmins                                | 3:28  |
| 12. | Walkin' After Midnight               | Don Hecht, Alan Block                          | 5:54  |

## Közreműködők

### Cowboy Junkies
- Margo Timmins – ének
- Michael Timmins – gitár
- Alan Anton – basszusgitár
- Peter Timmins – dob

### További zenészek
- John Timmins – gitár, háttérvokál
- Kim Deschamps – pedal steel gitár, dobro, slide gitár
- Jeff Bird – hegedű, szájharmonika, mandolin
- Steve Shearer – szájharmonika
- Jaro Czwewinec – harmonika

### Produkció
- Peter Moore – producer, keverés, mastering

## Fordítás
Ez a szócikk részben vagy egészben a The Trinity Session című angol Wikipédia-szócikk ezen változatának fordításán alapul.  Az eredeti cikk szerkesztőit annak laptörténete sorolja fel. Ez a jelzés csupán a megfogalmazás eredetét és a szerzői jogokat jelzi, nem szolgál a cikkben szereplő információk forrásmegjelöléseként.